# Чутановка
Чутановка — село в Кирсановском районе Тамбовской области России. Входит в состав Марьинского сельсовета.

## География
Село находится в восточной части Тамбовской области, в лесостепной зоне, в пределах Окско-Донской равнины, на левом берегу реки Ворона, на расстоянии примерно 4 км (по прямой) к югу от города Кирсанов, административного центра района. Абсолютная высота — 139 м над уровнем моря.
Часовой пояс
Село Чутановка, как и вся Тамбовская область, находится в часовой зоне МСК (московское время). Смещение применяемого времени относительно UTC составляет +3:00.

## История
По данным 1926 года имелось 332 хозяйства и проживало 1557 человек (727 мужчин и 830 женщин). В административном отношении деревня входила в состав Градско-Уметской волости Кирсановского уезда Тамбовской губернии.

## Население
| 2010 |
| ---- |
| 653  |

Половой состав
По данным Всероссийской переписи населения 2010 года, в гендерной структуре населения мужчины составляли 46,9 %, женщины — соответственно 53,1 %.
Национальный состав
Согласно результатам переписи 2002 года, в национальной структуре населения русские составляли 95 % из 661 чел.

## Улицы
- ул. Набережная,
- ул. Октябрьская,
- ул. Первомайская[6].